# Förvandlingen (1976)
Förvandlingen är en svensk film från 1976 med regi och manus av Ivo Dvorák. I huvudrollen som Gregor Samsa ses Peter Schildt.

## Om filmen
Filmen baserades på novellen Förvandlingen av Franz Kafka och producent var Bengt Forslund och fotograf Jiří Tirl. Lars Hagström klippte ihop filmen som premiärvisades den 12 januari 1976 på biografen Grand i Stockholm. Den är 88 minuter lång och i färg.
Inspelningen ägde rum i två omgångar, den första 2 december 1974-25 februari 1975 och den andra under tio dagar i maj 1975. Inspelningen gjordes primärt på olika platser i Stockholm (Filmhuset, Gamla stan och Södermalm), men vissa scener spelades också in i Norrköping, i trakten av Malmköping, Krylbo och Helsingör i Danmark. Inspelningen drog ut på tiden tre veckor och kom därför att bli ca 400 000 kronor dyrare än beräknat.
Filmen uppmärksammades såväl i Sverige som internationellt. Filmen nominerades vid Chicago International Film Festival 1976 och Wållgren tilldelades Chaplin-priset 1976 för sin rollprestation i filmen. Kommersiellt kom filmen att bli en besvikelse och sågs endast av 8 000 personer i Sverige.

## Rollista
- Peter Schildt – Gregor Samsa
- Ernst Günther – Gregors far
- Gunn Wållgren – Gregors mor
- Inga-Lill Carlsson – Grethe, Gregors syster
- Grynet Molvig – sångare
- Chris Wahlström – andra hembiträdet
- Claire Wikholm – Anna, första hembiträdet
- Per Oscarsson – prokuristen
- Jan Blomberg – inackorderingsherre
- Per-Arne Ehlin – inackorderingsherre
- Augustin Benka – inackorderingsherre
- Sture Ericson – lagerföreståndaren

Ej krediterade
- Thore Segelström – lagerföreståndarens assistent
- Johannes Brost – handelsresande

### Fotnoter
1. 1 2 3 4  ”Förvandlingen”. Svensk Filmdatabas. http://sfi.se/sv/svensk-filmdatabas/Item/?itemid=4969&type=MOVIE&iv=Basic&ref=/templates/SwedishFilmSearchResult.aspx?id%3d1225%26epslanguage%3dsv%26searchword%3dF%C3%B6rvandlingen%26type%3dMovieTitle%26match%3dBegin%26page%3d1%26prom%3dFalse. Läst 2 maj 2013.